# Барановская, Валерия Викторовна
Валерия Викторовна Барановская (род. 16 февраля 1990 года) - российская пловчиха в ластах, заслуженный мастер спорта России.

## Карьера
Многократная чемпионка мира, Европы и России.
На чемпионате 2013 года она выиграла индивидуальные заплывы на дистанции 200 и 400 метров, а в составе сборной страны одержала победу в эстафетах 4х100 метров и 4х200 метров.
При этом Валерия установила рекорд мира на дистанции 200 метров. Также вместе с подругами по сборной России Валерия стала соавтором нового мирового достижения в эстафете 4×200 метров и нового рекорда Европы в эстафете 4х100 метров.
На чемпионате мира 2015 года завоевала индивидуальное золото на 200-метровке и два золота в эстафетах, причём в эстафете 4×100 метров наша четвёрка установила новый мировой рекорд.
На Всемирных играх завоевала две золотые награды.